# 조난 신호
조난 신호(遭難 信號, Distress signals)란 선박이 침몰하거나, 위급한 상황일 때 해상 교통 관제 시스템(VTS)이나 다른 배로 그 위치나 어떤 상황을 알 수 있도록 보내는 신호를 가리킨다. 즉 조난 신호는 문제가 발생한 선박이 그 위급함을 알릴 때 쓰는 방법이다. 연막, 폭죽 등을 활용하여 조난 신호를 보낸다.

## 같이 보기
- 긴급 경보 체계
- 응급 전화번호
- 메이데이
- 국제해상인명안전협약
- SOS